# Sylvie Fréchette
Sylvie Fréchette (ur. 27 czerwca 1967 w Montrealu) – kanadyjska pływaczka synchroniczna, złota medalistka olimpijska z 1992 i srebrna z 1996.

## Kariera sportowa
Karierę rozpoczęła w 1974 w Synchro Montreal, a jej trenerką (do 1992) była Julie Sauvé. Jej pierwszymi ważniejszymi zawodami były juniorskie mistrzostwa Kanady w 1979, na których zajęła 19. miejsce w duecie.
W 1986 została złotą medalistką mistrzostw świata w zawodach drużynowych oraz igrzysk Wspólnoty Narodów w kategorii solo z wynikiem 199,5 pkt. Rok później wywalczyła srebrny medal igrzysk panamerykańskich w tej samej kategorii z wynikiem 188,184 pkt. W 1990 zdobyła złoty medal igrzysk Wspólnoty Narodów w kategorii solo z wynikiem 196,680 pkt. W 1991 została mistrzynią świata w kategorii solo z wynikiem 201,013 pkt. Na igrzyskach olimpijskich w 1992 została srebrną medalistką z rezultatem 191,717 pkt w wyniku błędu sędzi z Brazylii, Any Marii da Silveiry Lobo, która omyłkowo przyznała Kanadyjce notę 8,7 pkt zamiast 9,7 pkt. Po protestach kanadyjskiego związku pływackiego, w grudniu 1993 MKOl postanowił przyznać Kanadyjce złoty medal, jednocześnie pozostawiając złoto pierwotnej zwyciężczyni, Amerykance Kristen Babb-Sprague. Niedługo przed wylotem na igrzyska zmarł narzeczony zawodniczki, Sylvain Lake. Jak się później okazało, popełnił on samobójstwo.
Po igrzyskach zakończyła karierę, jednakże w 1994 ją wznowiła. Na igrzyskach olimpijskich w 1996 zdobyła srebrny medal w zawodach drużynowych.
Dziesięciokrotna mistrzyni Kanady. Odznaczona Meritory Service Cross (1993) i Kanadyjskim Orderem Olimpijskim (1994). W 1990 zdobyła nagrodę Maurice'a Richarda. W 1997 została wpisana do Panthéon des Sports du Québec, w 1999 do Canada's Sports Hall of Fame, w 2003 do International Swimming Hall of Fame, a w 2006 do Canadian Olympic Hall of Fame. Dwukrotnie wybierana sportowcem roku w Quebecu (1992, 1993), trzykrotnie Kanadyjką roku w sportach wodnych (1989–1991).

## Dalsze losy
W 2010 założyła klub pływania synchronicznego Neptune Synchro, w którym jest trenerką. Jako ambasadorka Oxfam wyjeżdżała m.in. do Nigru. Przez osiem lat była związana z Cirque du Soleil i jego spektaklem „O”.

## Życie osobiste
Zamężna z Pascalem Van Strydonckiem, z którym ma dwie córki: Emmę i Mayę.